# Barbula stenocarpa
Barbula stenocarpa är en bladmossart som beskrevs av Georg Ernst Ludwig Hampe 1866. Barbula stenocarpa ingår i släktet neonmossor, och familjen Pottiaceae. Inga underarter finns listade i Catalogue of Life.